# Ensemble Marktplatz (Hammelburg)

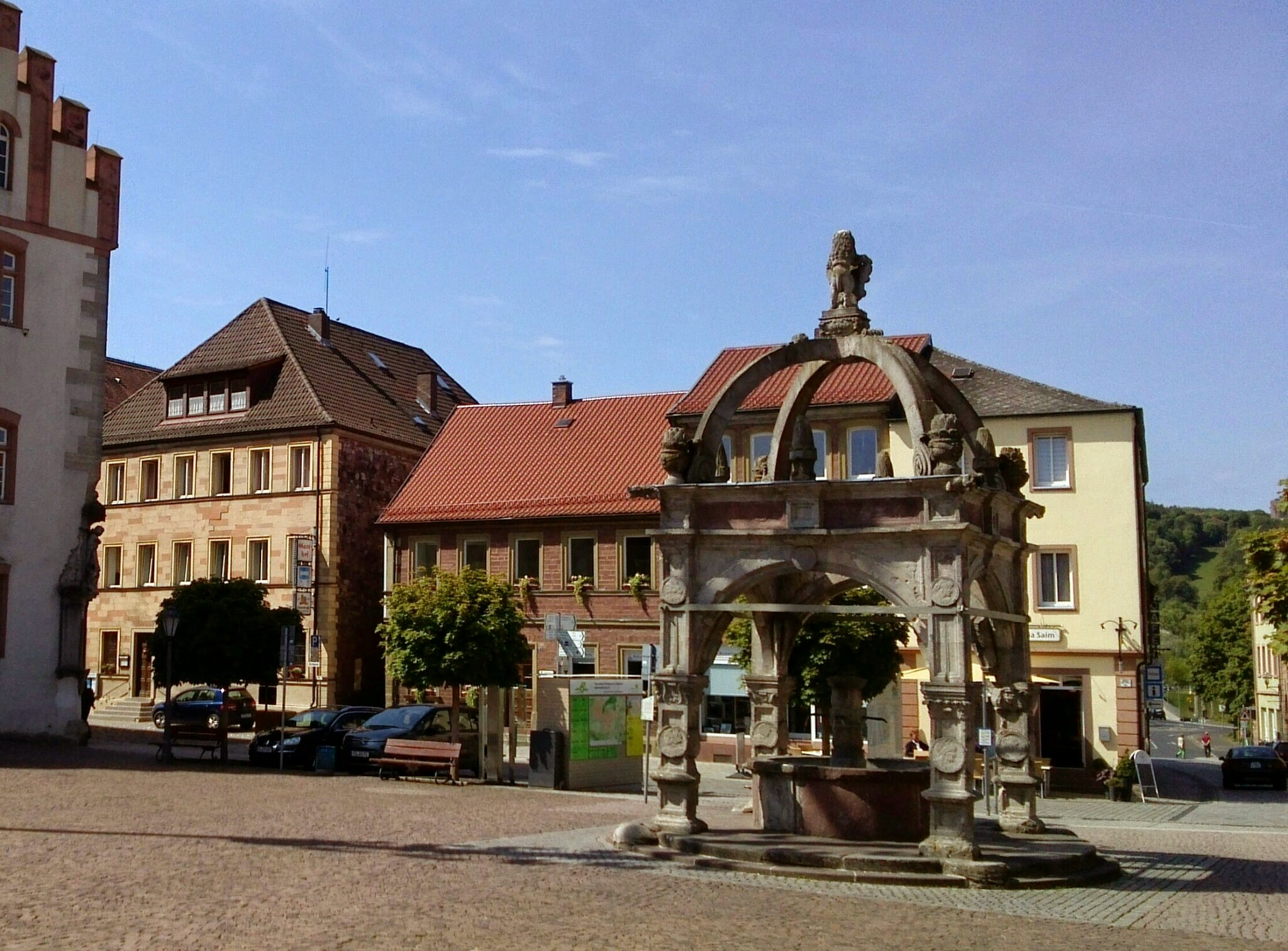
Marktplatz mit Marktbrunnen in Hammelburg

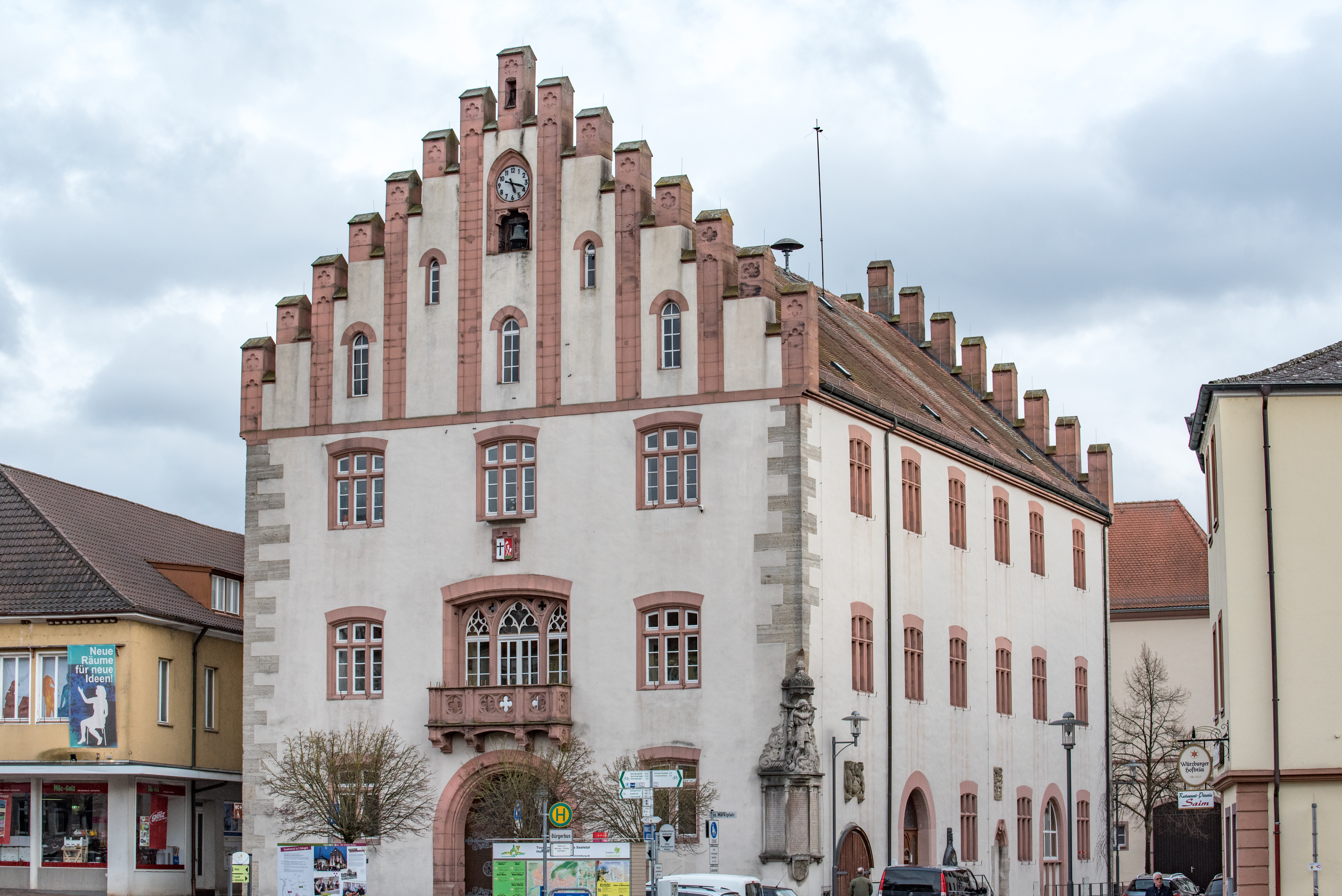
Rathaus

Das Ensemble Marktplatz in Hammelburg, einer Stadt im bayerischen Landkreis Bad Kissingen, ist ein Bauensemble, das unter Denkmalschutz steht.
Der gezielte Ausbau der Siedlung zur Stadt durch die Äbte von Fulda setzte im Verlauf des 13. Jahrhunderts ein, wobei zwei alte Siedlungsteile, ein Herrenhof und eine Kaufmannsniederlassung zusammengeschlossen wurden. Der Ausbau endete 1303 mit der Verleihung der Stadtrechtsprivilegien durch König Albrecht I.
Im Zuge dieser lange anhaltenden Entwicklung entstand in verkehrsgünstiger Lage ein Stadtgrundriss hochmittelalterlicher Prägung, dessen Mitte der geräumige rechteckige Marktplatz am Schnittpunkt dreier Hauptstraßen bildet. Das Zentrum bildet das an der Südseite des Marktplatzes errichtete Rathaus. 
Dieses mittelalterliche Stadtbild ging im großen Brand von 1854 bis auf wenige Reste in den Randbereichen unter. Deshalb zeigt der Marktplatz heute über seinem hochmittelalterlichen Grundriss eine weitgehend einheitliche Bebauung aus Zeit von König Maximilian II. Das Rathaus wurde im Stil der maximilianischen Neogotik wiedererrichtet. 
Der Marktbrunnen aus dem 16. Jahrhundert in Formen der Renaissance ist noch Teil der alten Platzanlage.

## Einzeldenkmäler
- Marktbrunnen
- Am Marktplatz 1: Rathaus und Kriegerdenkmal für die Gefallenen des Ersten Weltkrieges
- Am Marktplatz 7: Hausmadonna
- Am Marktplatz 11: Ehemaliger Gasthof zur Post und Madonnenfigur